# Timothy Hackworth
Timothy Hackworth (22 de diciembre de 1786 - 7 de julio de 1850) fue un ingeniero de locomotoras de vapor británico. Ocupó el cargo de primer superintendente de locomotoras del Ferrocarril de Stockton y Darlington. Como diseñador de locomotoras, fabricó la Sans Pareil, una de las otras dos locomotoras que compitió con la Rocket de Stephenson para remolcar el Ferrocarril de Liverpool y Mánchester, la primera línea férrea comercial del mundo, aportando al diseño de estas máquinas el tiro del escape de vapor, un elemento que mejoró notablemente la eficiencia de estas máquinas.  

## Juventud y primeros trabajos
Timothy Hackworth nació en Wylam en 1786, cinco años después de que su compañero y también pionero ferroviario George Stephenson hubiera nacido en la misma aldea. Era el hijo mayor de John Hackworth, quien ocupó el puesto de capataz herrero en la Mina de Carbón de Wylam hasta su muerte en 1804; el padre ya había adquirido una reputación considerable como trabajador mecánico y fabricante de calderas. Al final de su aprendizaje en 1807, Timothy asumió el cargo de su padre. Desde 1804, el propietario de la mina, Christopher Blackett, había estado investigando las posibilidades de remolcar las vagonetas de la mina con tracción de vapor. Formó un grupo de trabajo de cuatro hombres, incluido él mismo, con William Hedley como supervisor; Timothy Hackworth, el nuevo capataz mecánico, y Jonathan Foster, un carpintero de la mina. El primer paso en 1808 fue la adopción de placas de hierro fundido en la rodaduda de las vías de Wylam, hasta entonces un simple camino de madera. En 1811, el equipo de cuatro hombres comenzó a investigar las propiedades de adherencia de las ruedas lisas, utilizando un carro operado manualmente propulsado por un máximo de cuatro hombres, y en el mismo año, se probó durante unos meses con resultados desiguales una locomotora de un cilindro ideada por Waters, según los informes, similar al modelo de Richard Trevithick.
Mientras tanto, un nuevo dilly (el término utilizado para designar todas las locomotoras en Wylam) se puso en funcionamiento en el otoño de 1812. Sin embargo, incluso la nueva plataforma de hierro fundido de Blackett se consideró inadecuada para soportar el peso de una dilly, y en la segunda (construida en 1813) se utilizaron "bogies propulsados" de cuatro ruedas, y se entiende que la primera fue modificada de manera similar. Alrededor de 1830, para utilizar la línea de Wylam con rieles de borde de hierro forjado, se transformaron las dos locomotoras a la disposición de cuatro ruedas, que continuaron funcionando así hasta el cierre de la línea en 1862. La que se considera la primera de las dos máquinas, ahora conocida como Puffing Billy, se conserva en el Museo de Ciencias de Londres; la segunda, llamada Wylam Dilly, se exhibe en el Museo de Escocia de Edimburgo. 
Aunque el "diseño" de las dos locomotoras es generalmente atribuido a William Hedley, existen pruebas contundentes de que provienen de la colaboración conjunta antes mencionada, en la que Christopher Blackett fue la fuerza impulsora con Timothy Hackworth desempeñando un papel de ingeniería preponderante. Además, posteriormente recayó en Hackworth el cometido de mantener las locomotoras en funcionamiento y mejorar su rendimiento. Con el paso del tiempo, Blackett se ocupó cada vez más de otros intereses externos y a menudo estuvo ausente, dejando a Hedley a cargo de la mina; Hackworth se encontró en situaciones conflictivas debido a sus actividades metodistas y su negativa a trabajar en sábado, hasta que se sintió obligado a abandonar Wylam en 1816.
No tardó mucho en encontrar otro empleo en la mina de carbón Walbottle, donde asumió el mismo puesto de capataz mecánico.

## LaRoyal George

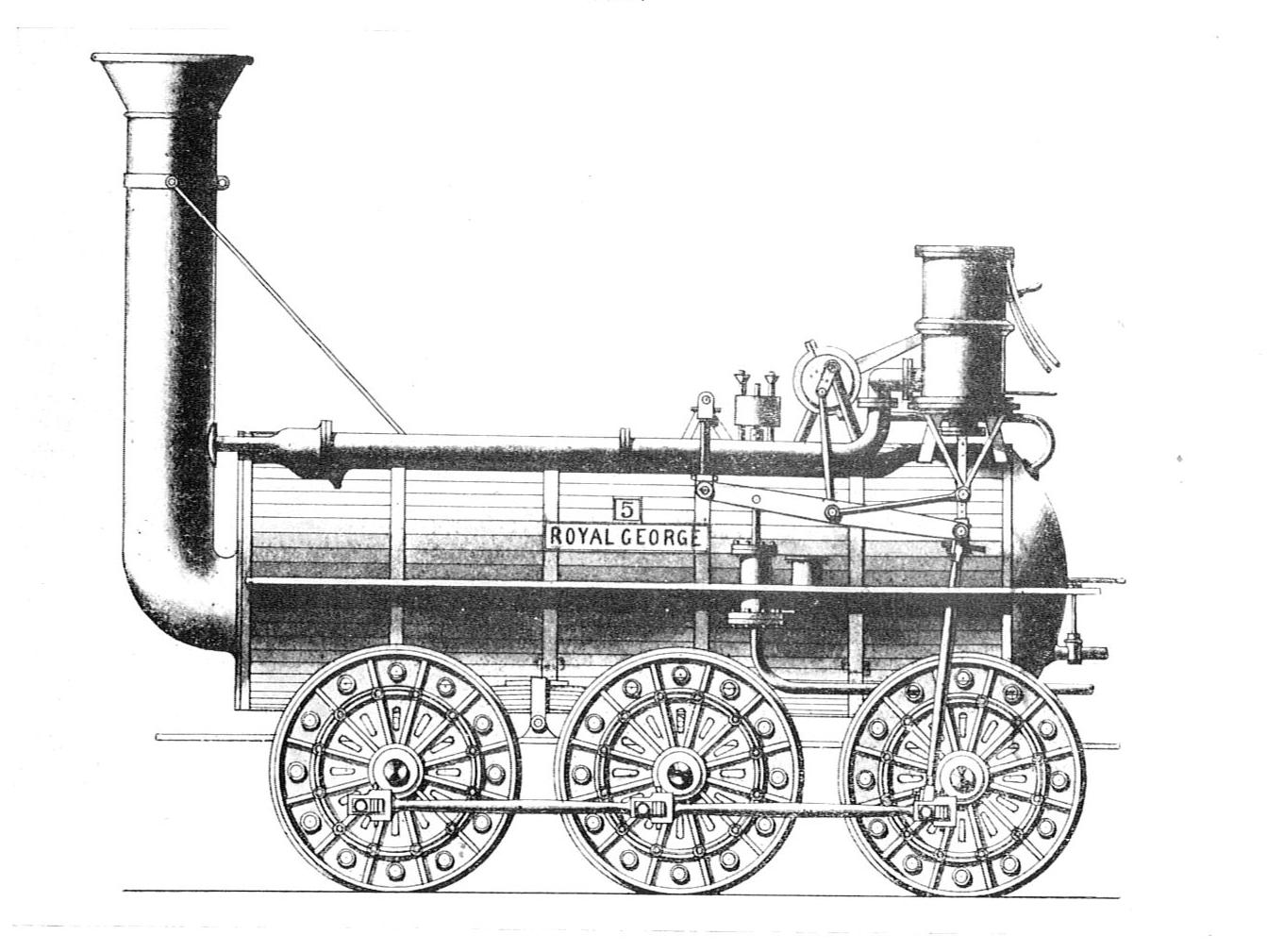
Royal George

En 1824, Hackworth ocupó un puesto temporal como "cedido" o gerente auxiliar en la fábrica de Forth Street de Robert Stephenson and Company, mientras que Robert estaba en América del Sur y George estaba ocupado en la inspección de nuevos ferrocarriles, en particular el de Liverpool y Mánchester. Hackworth solo se quedó hasta el final de ese año, después de lo cual, regresó a Walbottle ocupando su tiempo con un contrato de trabajo hasta que, por recomendación de George Stephenson, fue nombrado el 13 de mayo de 1825 para el cargo de superintendente de locomotoras del Ferrocarril de Stockton y Darlington, un puesto que debía ocupar hasta mayo de 1840.
Se cree que Hackworth influyó en el desarrollo de la primera locomotora Stephenson destinada al ferrocarril de Stockton y Darlington durante su estancia en la fábrica de Forth Street. Esa locomotora, entonces llamada Active, ahora conocida como Locomotion No 1, fue entregada al ferrocarril justo antes de la ceremonia de apertura el 27 de septiembre de 1825. Se entregaron tres más del mismo tipo (Hope, Black Diamond, y Diligence) en los siguientes meses y las dificultades para ponerlas en orden de funcionamiento fueron tales, que se corrió el riesgo de comprometer el uso de locomotoras de vapor en los años venideros, si no hubiera sido por la persistencia de Hackworth. Esta persistencia resultó en el desarrollo de la primera locomotora adecuada adaptada a los rigores del servicio diario. El resultado fue la Royal George de 1827, una locomotora temprana 0-6-0, que entre muchas características nuevas incorporaba notablemente un tiro del escape de vapor correctamente alineado. Hackworth es generalmente reconocido como el inventor de este concepto. A partir de 1830 en adelante, el sistema de tiro de vapor fue empleado por los Stephensons para su Rocket actualizada y todos los nuevos tipos posteriores. Las cartas recientes adquiridas por el Museo Nacional del Ferrocarril de York parecerían confirmar a Hackworth como el inventor del dispositivo. Desde la época de Trevithick, había sido una práctica común durante mucho tiempo liberar el vapor de escape de los cilindros por la chimenea utilizando "tubos eductores" para mayor comodidad y reducción de ruido, y su efecto sobre el fuego ciertamente se había notado. Cualquiera que sea el caso, Hackworth fue probablemente el primer ingeniero en la historia en tener plenamente en cuenta el papel de la evacuación del vapor para obtener automáticamente el "equilibrio perfecto entre la producción y el uso de vapor"  en una locomotora cuando está equipada con una caldera de tubos, y considerar este dispositivo como un elemento independiente, prestando especial atención a sus proporciones, tamaño de la boquilla, posición y alineación precisa. 

## Sans Pareily las pruebas de Rainhill
En 1829, el Ferrocarril de Liverpool y Mánchester, el primer ferrocarril "interurbano" del mundo, estaba en construcción, con el objetivo de captar el gran potencial de tráfico de pasajeros y mercancías existente. Sin embargo, todas las locomotoras construidas hasta la fecha, incluidas las de Stockton y Darlington, habían sido ideadas para remolcar cargas lentamente, con cualquier servicio de pasajeros manejado por carruajes individuales tirados por caballos. Por lo tanto, estaba claro que cualquier futura locomotora tendría que ser más versátil. Las cosas se complicaron aún más por las noticias sobre los problemas que se encontraban en Stockton y Darlington, lo que generó una gran controversia sobre el tipo de tracción que se utilizaría. George Stephenson, el ingeniero civil de la línea, se mantenía sorprendentemente firme a favor de la tracción a vapor y solicitó un informe de Timothy Hackworth, quien confirmó que estaba teniendo dificultades, pero se mostró optimista sobre cómo superarlas. Para decidirse por un tipo de locomotora, los directores organizaron un concurso. Las pruebas se llevaron a cabo en Rainhill, y se presentaron tres concursantes solventes. Hackworth, con sus propios recursos muy limitados, inscribió la locomotora 0-4-0 llamada Sans Pareil. Esta locomotora se consideró oficialmente con un peso superior al autorizado, pero sin embargo se le permitió pasar la "prueba". Lamentablemente, la fundición defectuosa del cilindro provocó fugas de vapor y un abandono prematuro del concurso. 
La Rocket de Stephenson fue la ganadora absoluta como la única locomotora que se mantuvo en el concurso mientras cumplía plenamente con las reglas., aunque ninguno de los concursantes había seguido estrictamente los requisitos del ferrocarril. Hackworth, después del evento, reparó la Sans Pareil y pudo demostrar que cumplía con los requisitos. La gerencia de L&M compró la locomotora, que luego sería revendida con pérdidas al Ferrocarril de Bolton y Leigh, donde funcionó hasta 1844. Como señala Ahrons, sus cilindros verticales habrían dado lugar a un considerable golpe de martillo a gran velocidad y la habrían hecho inadecuada para el servicio de pasajeros en las vías de entonces a largo plazo. Sin embargo, fue un contendiente formidable, en gran parte debido al tiro del escape de vapor cuidadosamente diseñado y ajustado. 
Sin embargo, las pruebas de Rainhill pueden verse como un evento clave, ya que durante los ocho días que duraron se realizaron modificaciones considerables en los tres concursantes principales, en las que Hackworth participó incansablemente y mostró imparcialidad absoluta. A partir de esa fecha, el diseño y el rendimiento de las locomotoras avanzaron a pasos agigantados. 

## Producciones posteriores

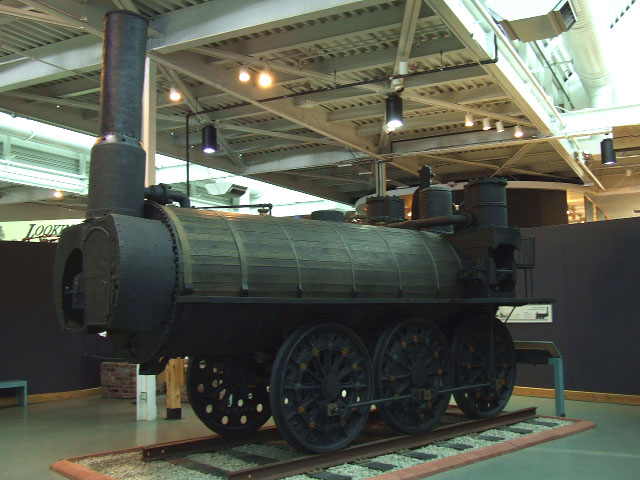
La Samson, conservada en el Museo de Industria de Nueva Escocia

Además de sus deberes en Stockton y Darlington, Hackworth estableció su propio negocio en el que su hijo, John Wesley Hackworth, participó plenamente. Este negocio produjo una gran variedad de maquinaria. 
En particular, construyó en Shildon en 1836, la primera locomotora que funcionó en Rusia para el Ferrocarril Tsarskoye Selo, del que su hijo fue responsable de la entrega y los ensayos preliminares. También en 1838, se construyó la Samson para el ferrocarril Albion Mines en Nueva Escocia, siendo una de las primeras locomotoras en funcionar en Canadá. 
Uno de sus aprendices de 1833, Daniel Adamson, más adelante desarrolló aún más sus diseños de calderas y se convirtió en un fabricante exitoso (e influyente en el inicio del Canal de Buques de Mánchester). 
El último nuevo diseño de locomotora con el que participó Timothy Hackworth fue la Sans Pareil II, un diseño de "demostración" de 1849. Esta locomotora era una máquina avanzada 2-2-2 del tipo Jenny Lind con rueda motriz de 6' 6", 110 m² de superficie de calentamiento y el uso de algunas soldaduras en la construcción de la caldera. En rendimiento, estuvo a la altura de las expectativas con respecto a la economía y eficiencia de transporte de carga. Hackworth estaba tan satisfecho, que lanzó un desafío público a Robert Stephenson para que enfrentara su última locomotora, la York Newcastle and Berwick No.190, a la Sans Pareil II, pero nunca se supo nada más acerca de este reto.

## Familia
Timothy Hackworth tuvo tres hijos y seis hijas. Su hijo mayor, John Wesley Hackworth (1820-1891), continuó el negocio después de la muerte de su padre. Patentó el denominado engranaje de válvula Hackworth en 1859.

## Reconocimientos
- Una escuela dedicada lleva su nombre en su ciudad natal de Shildon, donde los alumnos aprenden la historia de Timothy Hackworth y su trabajo.
- Su casa también se convirtió en un museo, que desde entonces ha sido renovado, y un anexo del Museo Nacional del Ferrocarril se ha construido cerca.
- La locomotora Hackworth Samson de 1839, se conserva en Canadá, en el Museo de Industria de Nueva Escocia en Stellarton, Nueva Escocia.
- El Hackworth Park fue nombrado en su honor.